# Mierlo-Hout
Mierlo-Hout est un ancien village, aujourd'hui quartier, situé dans la commune néerlandaise de Helmond, dans la province du Brabant-Septentrional. Le 1er janvier 2006, Mierlo-Hout comptait 11 103 habitants.

## Histoire
Mierlo-Hout faisait partie de la commune de Mierlo jusqu'au 1er mai 1968. À cette date, le village est annexé par Helmond.